# Harvey J. Alter
Harvey James Alter (n. 12 septembrie 1935, New York City, New York, SUA) este un virusolog și medic american, cunoscut mai ales pentru cercetările sale care au dus la descoperirea virusului hepatitei C. Este laureat al Premiului Nobel pentru Fiziologie și Medicină 2020, împreună cu Michael Houghton  și Charles M. Rice. Motivația Comitetului Nobel: „pentru descoperirea virusului hepatitei C”.